# Камніца
Камніца (ест. Kamnitsa), місцева назва Каамніца (ест. Kaamnitsa) — село в Естонії, входить до складу волості Орава, повіту Пилвамаа.